# Killers (álbum de Iron Maiden)
Killers é o segundo álbum de estúdio da banda inglesa de heavy metal Iron Maiden, lançado em 2 de fevereiro de 1981 pela EMI Records no Reino Unido e em 11 de maio pela Harvest e Capitol Records nos Estados Unidos. Foi o primeiro álbum da banda contar com o guitarrista Adrian Smith e o último com o vocalista Paul Di'Anno, demitido depois de problemas com suas performances nos palcos devido a seu abuso de álcool e uso de cocaína. Killers também foi o primeiro álbum do Iron Maiden gravado com o produtor Martin Birch, que produziu todos os seus oito álbuns seguintes até Fear of the Dark (1992).

## História
Killers é o único álbum do Iron Maiden a contar com duas canções instrumentais e foi escrito quase exclusivamente por Steve Harris, com algumas assistências do resto da banda (a faixa-título e  "Twilight Zone" são as únicas músicas que recebem créditos adicionais). Cada canção, com exceção de "Murders in the Rue Morgue" e "Prodigal Son", foram escritas anos antes do lançamento do álbum de estreia, embora nenhuma fosse gravada profissionalmente até as sessões de Killers, excetuando-se "Wrathchild" (um antiga versão havia sido gravada em 1979, que participou da coletânea Metal for Muthas).
A edição norte-americana, lançada alguns meses após a data na Inglaterra, foi inicialmente distribuído pela Harvest Records/Capitol Records e subsequentemente pela Sanctuary Records/Columbia Records. "Twilight Zone" foi adicionada ao disco nessa versão. A turnê de apoio ao álbum, Killer World Tour, levou a banda aos seus primeiros shows nos EUA, o primeiro no The Aladdin, Las Vegas em suporte ao Judas Priest. A música "Murders in the Rue Morgue" foi baseada em um conto homônimo do escritor Edgar Allan Poe. "Rue Morgue" é uma rua fictícia em Paris que em português significa "Rua do Necrotério". A canção "Wrathchild" foi a única do álbum a ser tocada regularmente em shows da banda, estando presente na maioria das suas turnês.

## Covers
A música foi regravada em 2003 pelo grupo britânico Sikth e aparece no lado B de seu single "Scent of the Obscene".  A canção também foi regravada em 2007 pela banda tributo The Iron Maidens em seu álbum Route 666, e novamente em 2008 pelo  Gallows no CD tributo Maiden Heaven: A Tribute to Iron Maiden lançado pela revista Kerrang!. "Wrathchild" ainda aparece no jogo eletrônico Guitar Hero Encore: Rocks the 80s.

## Lista de faixas
Todas as faixas foram escritas por Steve Harris, exceto onde indicado. 
| Killers – Edição padrão |                             |                     |         |  |
| N.º                     | Título                      | Compositor(es)      | Duração |  |
| 1.                      | "The Ides of March"         |                     | 1:45    |  |
| 2.                      | "Wrathchild"                |                     | 2:54    |  |
| 3.                      | "Murders in the Rue Morgue" |                     | 4:18    |  |
| 4.                      | "Another Life"              |                     | 3:23    |  |
| 5.                      | "Genghis Khan"              |                     | 3:08    |  |
| 6.                      | "Innocent Exile"            |                     | 3:53    |  |
| 7.                      | "Killers"                   | Harris Paul Di'Anno | 5:01    |  |
| 8.                      | "Prodigal Son"              |                     | 6:13    |  |
| 9.                      | "Purgatory"                 |                     | 3:20    |  |
| 10.                     | "Drifter"                   |                     | 4:50    |  |
| Duração total:          | Duração total:              | Duração total:      | 38:18   |  |

| Killers – Edição remasterizada de 1998 |                 |                    |         |  |
| N.º                                    | Título          | Compositor(es)     | Duração |  |
| 10.                                    | "Twilight Zone" | Dave Murray Harris | 2:33    |  |
| 11.                                    | "Drifter"       |                    | 4:50    |  |
| Duração total:                         | Duração total:  | Duração total:     | 41:21   |  |

| Killers – Edição padrão norte-americana |                 |                |         |  |
| N.º                                     | Título          | Compositor(es) | Duração |  |
| 8.                                      | "Twilight Zone" | Murray Harris  | 2:34    |  |
| 9.                                      | "Prodigal Son"  |                | 6:13    |  |
| 10.                                     | "Purgatory"     |                | 3:20    |  |
| 11.                                     | "Drifter"       |                | 4:50    |  |
| Duração total:                          | Duração total:  | Duração total: | 40:51   |  |

| Killers – Edição australiana |                    |                |         |  |
| N.º                          | Título             | Compositor(es) | Duração |  |
| 8.                           | "Women in Uniform" | Greg Macainsh  | 3:07    |  |
| 9.                           | "Prodigal Son"     |                | 6:13    |  |
| 10.                          | "Purgatory"        |                | 3:20    |  |
| 11.                          | "Drifter"          |                | 4:50    |  |
| Duração total:               | Duração total:     | Duração total: | 41:25   |  |

| Killers – Reedição britância de 1995 (disco bônus) |                                  |                |         |  |
| N.º                                                | Título                           | Compositor(es) | Duração |  |
| 1.                                                 | "Twilight Zone"                  | Murray Harris  | 2:33    |  |
| 2.                                                 | "Women in Uniform"               | Macainsh       | 3:07    |  |
| 3.                                                 | "Invasion"                       |                | 2:38    |  |
| 4.                                                 | "Phantom of the Opera" (ao vivo) |                | 6:55    |  |
| Duração total:                                     | Duração total:                   | Duração total: | 15:13   |  |

| Killers – Reedição norte-americana de 1995 (disco bônus) |                                               |                |         |  |
| N.º                                                      | Título                                        | Compositor(es) | Duração |  |
| 1.                                                       | "Women in Uniform"                            | Macainsh       | 3:07    |  |
| 2.                                                       | "Invasion"                                    |                | 2:38    |  |
| 3.                                                       | "Phantom of the Opera" (ao vivo)              |                | 6:55    |  |
| 4.                                                       | "Running Free" (ao vivo do Maiden Japan)      | Harris Di'Anno | 3:07    |  |
| 5.                                                       | "Remember Tomorrow" (ao vivo do Maiden Japan) | Harris Di'Anno | 5:44    |  |
| 6.                                                       | "Wrathchild" (ao vivo do Maiden Japan)        |                | 2:52    |  |
| 7.                                                       | "Killers" (ao vivo do Maiden Japan)           | Harris Di'Anno | 4:50    |  |
| 8.                                                       | "Innocent Exile" (ao vivo do Maiden Japan)    |                | 3:46    |  |
| Duração total:                                           | Duração total:                                | Duração total: | 32:59   |  |

## Créditos
- Paul Di'Anno – voz
- Steve Harris – baixo
- Dave Murray – guitarra
- Adrian Smith – guitarra
- Clive Burr – bateria

### Adicionais
- Dennis Stratton – guitarra nas faixas "Women in Uniform", "Invasion" e "Phantom of the Opera" no CD bônus de 1995
- Martin  Birch – produtor e engenheiro
- Nigel Hewitt – segundo engenheiro
- Rod Smallwood – empresário da banda
- Derek Riggs – ilustração da capa

## Performance nas paradas
| País           | Parada musical (1981)       | Posição |
| -------------- | --------------------------- | ------- |
| Áustria        | Ö3 Austria Top 40           | 20      |
| Finlândia      | The Official Finnish Charts | 18      |
| Alemanha       | Media Control Charts        | 10      |
| Nova Zelândia  | RIANZ                       | 41      |
| Noruega        | VG-lista                    | 19      |
| Suécia         | Sverigetopplistan           | 11      |
| Reino Unido    | Official Albums Chart       | 12      |
| Estados Unidos | Billboard 200               | 78      |
| País           | Parada musical(2010)        | Posição |
| Grécia         | IFPI Greece                 | 64      |
| País           | Parada musical (2012)       | Posição |
| Suécia         | Sverigetopplistan           | 44      |

| Single                             | Parada musical (1981) | Posição | Álbum   |
| ---------------------------------- | --------------------- | ------- | ------- |
| "Twilight Zone"                    | UK Singles Chart      | 31      | Killers |
| "Purgatory"                        | UK Singles Chart      | 52      | Killers |
| Single                             | Parada musical (1990) | Posição | Álbum   |
| "Women in Uniform / Twilight Zone" | UK Albums Chart       | 10      | —       |
| "Purgatory / Maiden Japan"         | UK Albums Chart       | 5       | —       |

## Certificações
| Região         | Certificação | Vendas  |
| -------------- | ------------ | ------- |
| Alemanha       | Ouro         | 250.000 |
| Canadá         | Platina      | 100.000 |
| França         | Ouro         | 200.000 |
| Estados Unidos | Ouro         | 500.000 |
| Reino Unido    | Ouro         | 100.000 |
| Suécia         | Ouro         | 50.000  |